# Logan act
De Logan Act (1 stat. 613, 18 USC § 953, uitgevaardigd op 30 januari 1799) is een Amerikaanse federale wet die het onderhandelen door onbevoegde burgers met buitenlandse regeringen die een conflict hebben met de Verenigde Staten, strafbaar stelt. De wet is bedoeld om ondermijning van de positie van de regering te voorkomen. De wet werd aangenomen volgend op het onbevoegd onderhandelen met Frankrijk door George Logan in 1798, en werd rechtsgeldig met de ondertekening door president John Adams op 30 januari 1799. De wet werd voor het laatst gewijzigd in 1994. Schending van de Logan Act is een misdrijf.
Tot 2017 zijn twee mensen aangeklaagd op grond van de bepalingen van de wet. Niemand is ooit op basis van de wet veroordeeld.